# یاکوب کریستین یاکوبسن
یاکوب کریستین یاکوبسن (به دانمارکی: Jacob Christian Jacobsen) (زاده ۲ سپتامبر ۱۸۱۱ - درگذشته ۳۰ آوریل ۱۸۸۷) کارآفرین، صنعتگر و نیکوکار دانمارکی بود، که در سال ۱۸۴۷ شرکت کارلزبرگ را تأسیس نمود.